# Алтун Бешик
Алтун Бешик (узб. Oltin Beshik; 1512, Ферганская долина — 1545, там же) — легендарный сын Бабура и основатель правившей в 1709—1876 годах в Кокандском ханстве узбекской династии Мингов. В произведениях Бабура и письменных источниках этого периода, нет никаких упоминаний об Алтун Бешике, поэтому согласно общепринятой версии современных историков, эта легенда была инспирирована кокандскими ханами, чтобы возвести своё происхождение к династии тимуридов с целью узаконивания своей власти.

## Биография
Согласно легендарному преданию, в 1512 году Бабур бежал из Самарканда в Индию через Фергану, где одна из его жён родила ему сына, которого он вынужден был оставить, чтобы не обременять себя в пути. Ребёнка положили в колыбель, наполненную драгоценными камнями, и оставили на попечении одного из верных слуг, которому была поручена забота о сыне Бабура. В это время в этой местности находились кочевья племён кырков, кипчаков, киргизов и мингов, которые приютили ребёнка и дали ему имя Алтун Бешик (буквально «золотая колыбель»). 
Алтун Бешик поселился в кочевье мингов и после достижения совершеннолетия взял в жёны по одной представительнице каждого племени, но только одна жена из племени минг родила ему единственного сына, названного Тангрияром. Алтун Бешик скончался согласно легенде в 1545 году. Впоследствии, его сын Тангрияр, называемый также Худаяром и Илак Султаном, стал правителем всей Ферганы и первым принял титул бия, впоследствии перешедшего к его потомкам до Алим-хана включительно.

## Происхождение легенды
Говоря о происхождении династии кокандских ханов многие мусульманские историки и некоторые русские авторы XIX века, связывали его через Алтун Бешика с Бабуром и через него с Тамерланом. Возникновение первых упоминаний об Алтун Бешике относится ко времени правления Умар-хана (1809—1822), который, заботясь о легитимации своего правления, решил эксплуатировать популярный в народе образ Тимура. Помимо узаконивания династийной связи с тимуридами Умар-хан старался придать своему правлению и внешние черты этой эпохи. Так, он реорганизовал ханский двор и оказывал покровительство поэтам и религиозным деятелям. 
Легенда об Алтун Бешике впервые была упомянута историком Мушрифом Исфараги в его произведении «Шахнамайи нусратпам». В период правления Худояр-хана (1845-1876), легенда также была описана в произведении историка Абд-ар-Рахима «Насиб-наме», в котором генеалогия кокандских правителей через Алтун Бешика возводилась к Тамерлану. Упоминается в «Краткой истории Кокандского ханства» В. П. Наливкина, с указанием на то, что для описания истории Кокандского ханства, «необходимо начать с тех преданий в начале родословной Кокандской династии Минг, которые встречены в туземной литературе».
Историк Т. К. Бейсембиев считает легенду об Алтун Бешике, возводящую происхождение династии кокандских ханов к родам Тимура и Чингисхана, исходной базой для легитимации власти правителей Коканда из династии Мингов. В основе легенды сплетаются мифологические и фольклорные элементы: брошенный в золотой колыбели ребёнок, имя исторического лица, его мнимого отца — Бабура, служащее материальным фундаментом для обоснования генеалогической связи с Тимуридами и Чингизидами. По его словам, эта легенда, опирающаяся на этническую традицию системы мировосприятия тюркских народов, «стала структурным элементом господствующей идеологии» Кокандского ханства.